# Ralf Bartels
Ralf Bartels (Alemania, 21 de febrero de 1978) es un atleta alemán, especialista en la prueba de lanzamiento de peso, con la que llegó a ser medallista de bronce mundial en 2009.

## Carrera deportiva
En el Mundial de Helsinki 2005 gana la medalla de bronce en lanzamiento de peso.
Cuatro años después, en el Mundial de Berlín 2009 vuelve a ganar la medalla de bronce en peso, con una marca de 21,37 metros que fue su mejor marca personal hasta ese momento, tras el estadounidense Christian Cantwell y el polaco Tomasz Majewski.
Y al año siguiente, en el Campeonato Europeo de Atletismo de 2010 ganó la medalla de plata, llegando hasta los 20.93 m, siendo superado por el polaco Tomasz Majewski y por delante del letón Māris Urtāns (bronce con 20.72 metros).